# Iabluniv, Cosău
Iabluniv (în ucraineană Яблунів) este o așezare de tip urban din raionul Cosău, regiunea Ivano-Frankivsk, Ucraina. În afara localității principale, nu cuprinde și alte sate.

## Demografie
Componența lingvistică a așezării de tip urban Iabluniv
     Ucraineană (99,05%)
     Alte limbi (0,96%)
Conform recensământului din 2001, majoritatea populației așezării de tip urban Iabluniv era vorbitoare de ucraineană (99,05%), existând în minoritate și vorbitori de alte limbi.

## Personalități născute aici
- Stanisław Jan Jabłonowski (1634 - 1702), nobil polonez.